# 태평 (양)
태평(太平, 556년 9월 ~ 557년 10월)은 양(梁) 경제(敬帝) 강음왕(江陰王) 소방지(蕭方智)의 두번째 연호이자 양나라의 마지막 연호이다. 까지 1년 2개월 동안 사용하였다. 557년 10월 경제는 진패선(陳覇先)에게 선위하고 황제에서 물러났으며 이로써 남진(南陳)이 건국되고 양나라는 멸망하였다.

## 개원
- 소태(紹泰) 2년 9월 1일[1](556년 10월 19일)에 연호를 태평(太平)으로 개원함.[2][3][4][5]

- 태평(太平) 2년 10월 10일[6](557년 11월 16일)에 남진 건국 후, 연호를 영정(永定)으로 건원함.[7][8][9][5]

## 연대 대조표
| 태평        | 원년           | 2년                                 |
| 서기        | 556년          | 557년                               |
| 간지        | 병자(丙子)     | 정축(丁丑)                          |
| 북제 (北齊) | 천보(天保) 7년 | 8년                                 |
| 서위 (西魏) | 공제(恭帝) 3년 | (4년)                               |
| 북주 (北周) | -              | 효민제(孝閔帝) 원년 명제(明帝) 원년 |
| 후량 (後梁) | 대정(大定) 2년 | 3년                                 |

## 동시대 연호

### 한국
신라(新羅)
- 개국(開國) (551년 ~ 568년)

### 중국
북제(北齊)
- 천보(天保) (550년 ~ 559년)

후량(後梁)
- 대정(大定) (555년 ~ 562년)

고창국(高昌國)
- 건창(建昌) (555년 ~ 560년)

## 같이 보기
- 다른 왕조의 같은 연호
  - 손오(孫吳) 태평(太平, 256년 ~ 258년)
  - 북연(北燕) 태평(太平, 409년 ~ 430년)
  - 유연(柔然)  태평(太平, 485년 ~ 491년)
  - 딘 왕조(丁朝) 타이빈(太平, 970년 ~ 980년)
  - 요(遼) 태평(太平, 1021년 ~ 1031년)
  - 서송(徐宋) 태평(太平, 1356년 ~ 1358년)

- 중국의 연호 목록